# 백석문화대학교
백석문화대학교(白石文化大學校, Baekseok Culture University)는 대한민국 충청남도 천안시에 소재한 사립 전문대학이다.

## 연혁
1993년 11월 8일, 학교법인 백석학원에 의하여 천안외국어전문대학이 설립되었다. 이듬해 3월 1일 개교하였다. 1998년 5월 1일 천안외국어대학으로 교명을 변경한다.
2004년 3월 1일, 백석대학으로 교명을 변경하였으며, 2006년 3월 1일, 백석문화대학으로 교명을 변경하여 현재에 이르고 있다.

## 교육편제
백석문화대학교는 인문사회, 자연과학, 공학, 예·체능 등 4개 계열을 자체적으로 설정하고, 하위로 15개 학부, 8개 학과, 37개 전공 등을 설치하고 전문학사 학위 과정을 교수하고 있다.

## 같이 보기
- 백석대학교
- 백석예술대학교